# Rupert Vansittart
Rupert Nicholas Vansittart (10 de febrero de 1958) es un actor británico. Ha aparecido en variedad de papeles en películas, televisión, teatro y radio, a menudo interpretando personaje cómicos. Es conocido por su papel de Lord Ashfordly en Heartbeat y de Lord Yohn Royce en Game of Thrones.

## Vida y carrera
Vansittart tiene ascendencia neerlandesa, y se educó en el Central School of Speech and Drama.
Vansittart es conocido por su papel de Mr Hurat en la serie de 1995, Orgullo y prejuicio. También ha trabajado con Rowan Atkinson en gran número de ocasiones, apareciendo como invitado estrella en Mr. Bean y en The Thin Blue Line, como también figuró en Johnny English Reborn, la secuela de Johnny English.
En 1993, apareció en Lo que queda del día como Sir Geoffrey Wren.
En 1994, actuó en la película Braveheart como Lord Bottoms. Trabajó en Four Weddings and a Funeral como George the Bore en 1995. En 2003, apareció en la adaptación de West End de Arsenic and Old Lace.
En 2002, apareció en el episodio "Market for Murder" de Midsomer Murders. También encarnó al General Asquith en dos episodios de Doctor Who, "Aliens of London" y "World War Three". En 2006, Vansittart tuvo el papel de Thomas J. Dodd en el documental Nuremberg: Nazis on Trial. También apareció en la película Spartacus como el Cónsul Lentulus.
En 2009 en la película Margaret hizo de Peter Morrison, pero dos años después en Iron Lady, junto a Meryl Streep, hizo del ministro John Biffen. También ha hecho papeles políticos en teatro: en 2014 fue uno de los actores principales de Great Britain en el National Theatre. También apareció en This House en el National Theatre.
En 2009 hizo su segunda aparición en "Midsomer Murders". En 2010, figuró en Doctors como Anthony Chippington. Hizo de Harrison Ashton Lard, el "padre de la chica pija", en How Not to Live Your Life.
Prestó su voz para World's Craziest Fools. Apareció en las dos últimas temporadas de Foyle's War como Sir Alec Myerson. Vansittart también apareció en la comedia de la BBC, Bad Education, haciendo de Mr. Humpage. Desde 2014, Vansittart encarna el papel de Lord Yohn Royce en la serie Game of Thrones, apareciendo en la cuarta, quinta, sexta y séptima temporadas de la misma.
En 2016, apareció en la serie Father Brown como Arthur Le Broc. En enero de 2016, hizo del personaje Peter Jennings en un episodio de Casualty.

### Vida personal
Vansittart ha estado casado con Emma Kate, hija del actor Moray Watson, desde 1987. Tienen dos hijos. En 2000, la actriz Emma Watson fue seleccionada para protagonizar la primera película de Harry Potter, así que Emma Kate Watson cambió su nombre a Emma Vansittart, adoptando el apellido de su marido.